# 反修区
反修区（はんしゅう-く）は中華人民共和国黒竜江省鶴崗市にかつて存在した区。

## 歴史
1954年、鶴崗市に東山街道弁事処が設置された。1958年11月、東山街道は東山経済区と新一経済区に分割、1966年8月31日、新一経済区は反修区と改称された。1980年4月24日に群力区と統合され東山区に改編された。
| 前の行政区画 新一経済区 | 黒竜江省の歴史的地名 1966年 - 1980年 | 次の行政区画 東山区 |